# Liste von Orgeln in der Olmützer Region
Diese Liste von Orgeln in der Olmützer Region umfasst Orgeln der  Olmützer Region (Olomoucký kraj). Sie ist Teil der Liste von Orgeln in Tschechien. Die Liste erhebt keinen Anspruch auf Vollständigkeit. 

## Orgeln
Die erste Spalte zeigt den Ort (Stadt, Stadtteil, Gemeinde bzw. Ortsteil) an. Die zweite Spalte gibt das jeweilige Gebäude (Kirche) an, in der sich die Orgel befindet. In der vierten Spalte sind der Erbauer der Orgel (und die Opuszahl des Werks) angeführt. In der sechsten Spalte bezeichnet die römische Zahl die Anzahl der Manuale, ein großes „P“ ein selbstständiges Pedal. Die arabische Zahl gibt die Anzahl der klingenden Register an. Die letzte Spalte bietet Angaben zum Erhaltungszustand sowie Links mit weiterführender Information. 

Anmerkung: Die tschechische Orgel-Datenbank (Varhany Databáze unter www.varhany.net) liefert gute Angaben zur Historie der Orgeln, gibt aber nur wenig Hinweise zum Erhaltungszustand bzw. Verbleib der Orgeln. 
| Ort                                          | Gebäude | Bild | Orgelbauer                                          | Jahr      | Manuale | Register | Bemerkungen |
| -------------------------------------------- | --- | ---- | --------------------------------------------------- | --------- | ------- | -------- | --- |
| Bedřichov (Friedrichsdorf), OT von Oskava    | Kirche St. Friedrich (Kostel sv. Bedřicha) (Lage)                                                                           |      | Franz Rieger (1812–1885), Jägerndorf                | 1879      | I/P     | 12       | [ 1 ] |
| Dub nad Moravou (Dub an der March)           | Wallfahrtskirche Mariä Reinigung (Chram Očišťování Panny Marie) (Lage)                                                      |      | Jan Výmola (1722–1805), Brünn                       | 1768      | II/P    | 28       | [ 2 ] [ 3 ] [ 4 ] |
| Hranice na Moravě (Mährisch Weißkirchen)     | Kirche des hl. Johannes des Täufers (Kostel Stětí sv. Jana Křtitel) (Lage)                                                  |      | Varhany Brno                                        | 1998      | II/P    | 21       | [ 5 ] |
| Kokory (Kokor)                               | Kirche Mariä Himmelfahrt (Kostel Nanebevzetí Panny Marie) (Lage)                                                            |      | Jan Tuček (1842–1913), Kuttenberg                   | 1911      | II/P    | 16       | [ 6 ] |
| Litovel (Littau)                             | Kirche des hl. Markus (Kostel svatého Marka) (Lage)                                                                         |      | Emanuel Štěpán Petr (1853–1930)                     | 1902      | II/P    | 28       | [ 7 ] |
| Maršíkov (Marschendorf), OT von Velké Losiny | Kirche des hl. Erzengels Michael (Kostel sv. Michaela Archanděla) (Lage)                                                    |      | Rieger, Jägerndorf                                  | 1973      |         |          | [ 8 ] |
| Moravičany (Morawitschan)                    | Kirche St. Georg (Kostel sv. Jiří) (Lage)                                                                                   |      | Karl Neusser (1844–1925), Nový Jičín (Neutitschein) | 1885      | II/P    | 17       | [ 9 ] |
| Olomouc (Olmütz)                             | Orgel der Moritzkirche Olomouc (St.-Mauritius-Kirche) (Kostel sv. Mořice Olomouc) (Lage)                                    |      | Rieger-Kloss, Krnov                                 | 1745/1971 | V/P     | 135      | größte Orgel in Tschechien, uspr. Orgel von Michael Engler (1745, III/P mit 44 Registern), von 1959 bis 1971 durch Rieger-Kloss um 94 Register erweitert, 7884 Pfeifen |
| Olomouc (Olmütz)                             | Wenzelsdom - Kathedrale von Olmütz (Katedrála sv. Václava Olomouc) (Lage)                                                   |      | Gebrüder Rieger, Jägerndorf Opus 180                | 1886      | III/P   | 50       | Hauptorgel |
| Olomouc (Olmütz)                             | Wenzelsdom - Chorkapelle(Katedrála sv. Václava - Chórová kaple) (Lage)                                                      |      | Gebrüder Rieger, Jägerndorf Opus 1087               | 1904      | I/P     | 7        | Chororgel |
| Olomouc (Olmütz)                             | Wenzelsdom - St.-Anna-Kapelle (Katedrála sv. Václava - Kaple sv. Anny) (Lage)                                               |      | Gebrüder Rieger, Jägerndorf Opus 682                | 1880      | I/P     | 7        | Orgel der St.-Anna-Kapelle |
| Olomouc (Olmütz)                             | Wenzelsdom - Krypta (Katedrála sv. Václava, Krypta) (Lage)                                                                  |      | Gebrüder Rieger, Jägerndorf Opus 2176               |           | I/P     | 9        | Orgel in der Krypta |
| Olomouc (Olmütz)                             | Wenzelsdom - Altarraum (Katedrála sv. Václava, Presbytár) (Lage)                                                            |      | Rieger-Kloss, Jägerndorf Opus 3464                  | 1977      | II/P    | 23       | Orgel im Altarraum |
| Olomouc (Olmütz)                             | Wenzelsdom - Altarraum (Katedrála sv. Václava, Presbytár pozitiv) (Lage)                                                    |      | Rieger-Kloss, Jägerndorf                            | 1981      | I/P     | 4        | Orgelpositiv |
| Olomouc (Olmütz)                             | Jesuitenkirche Maria Schnee Olmütz (Kostel Panny Marie Sněžné Olomouc) (Lage)                                               |      | Johann Gottfried Halbich jr. (1684–1736), Grulich   | 1730/1977 | II/P    | 26       | 1977 Umbau durch Rieger-Kloss |
| Olomouc (Olmütz)                             | Kirche der Unbefleckten Empfängnis der Jungfrau Maria - Dominikanerkirche (Kostel Neposkvrněného početí Panny Marie) (Lage) |      | Gebrüder Rieger, Jägerndorf                         | 1908      | II/P    | 18       | [ 26 ] |
| Olomouc (Olmütz)                             | St.-Sarkander-Kapelle (Kaple sv. Jana Sarkandra) (Lage)                                                                     |      | Gebrüder Rieger, Jägerndorf                         | 1879      |         |          | [ 27 ] |
| Olomouc (Olmütz)                             | Erzengel-Michael-Kirche (Kostel sv. Michaela archanděla) (Lage)                                                             |      | Rieger-Kloss, Krnov Opus 3434                       | 1975      | III/P   | 50       | urspr. Orgel von Gebrüder Brauner (1898) |
| Olomouc (Olmütz)                             | Evangelische Kirche Olmütz (Evangelický kostel Olomouc) (Lage)                                                              |      | Rieger-Kloss, Krnov Opus 3325                       | 1965      | II/P    | 13       | [ 30 ] [ 31 ] |
| Olomouc (Olmütz)                             | Kirche St. Katharina von Alexandrien (Kostel sv. Kateřiny) (Lage)                                                           |      | Gebrüder Rieger, Jägerndorf                         | 1934      | II/P    | 12       | [ 32 ] |
| Přerov (Prerau)                              | Laurentiuskirche Prerau (Kostel sv. Vavřince) (Lage)                                                                        |      | Rieger-Kloss, Krnov                                 | 1958      | II/P    | 39       | [ 33 ] |
| Prostějov (Proßnitz)                         | Heilig-Kreuz-Kirche Proßnitz (Kostel Povýšení sv. Kříže) (Lage)                                                             |      | Zachystal & Czapek, Krems an der Donau              | 1894      | II/P    | 34       | 1930 Umbau durch Gebrüder Rieger |
| Šternberk (Mährisch Sternberg)               | Kirche Mariä Verkündigung Sternberg (Kostel Zvěstování P. Marie Šternberk) (Lage)                                           |      | Gebrüder Rieger, Jägerndorf                         | 1929      | III/P   | 45       | Neubau nach Brand (1927) |
| Štíty (Schildberg)                           | Kirche Mariä Himmelfahrt Schildberg (Kostel Nanebevzetí P. Marie Štíty) (Lage)                                              |      | Gebrüder Rieger, Jägerndorf                         | 1891      | II/P    | 21       | [ 36 ] [ 37 ] |
| Šumperk (Mährisch Schönberg)                 | Kirche St. Johannes des Täufers Schönberg (Kostel sv. Jana Křtitele) (Lage)                                                 |      | Karl Neusser, Neutitschein                          | 1897      | II/P    | 22       | [ 38 ] |
| Šumperk (Mährisch Schönberg)                 | Klosterkirche Mariä Verkündigung Schönberg (Kostel Zvěstování Panny Marie Šumperk) (Lage)                                   |      | Rieger, Jägerndorf                                  | 1913      | II/P    | 18       | [ 39 ] |
| Šumperk (Mährisch Schönberg)                 | Evangelische Kirche Schönberg (Evangelický kostel Šumperk) (Lage)                                                           |      | Rieger-Kloss, Jägerndorf                            | 1963      | II/P    | 17       | [ 40 ] |
| Svatý Kopeček (Heiligenberg)                 | Basilika minor „Mariä Heimsuchung“ auf dem Heiligenberg (Bazilika Minore Navštívení Panny Marie) (Lage)                     |      | Johann David Sieber (um 1670–1723), Brünn           | 1723      | II/P    | 24       | Hauptorgel, fertiggestellt von Anton Richter (1725), 1895 Umbau durch Heinrich Schiffner                                                                               |
| Svatý Kopeček (Heiligenberg)                 | Basilika minor „Mariä Heimsuchung“ (Bazilika Minore Navštívení Panny Marie) (Lage)                                          |      | Johann David Sieber, Brünn                          | 1723      | I/P     | 9        | Chororgel |
| Třeština (Trittschein)                       | Kirche des hl. Antonius von Padua (Kostel sv. Antonína Paduán) (Lage)                                                       |      | Anton Hermann                                       | 1868      | I/P     | 8        | [ 44 ] [ 45 ] |
| Uničov (Mährisch Neustadt)                   | Ehemalige Klosterkirche Mährisch Neustadt (Klášterní Kostel Povýšení sv. Kríže - Koncertní Sín) (Lage)                      |      | Rieger-Kloss, Krnov Opus 3589                       | 1987      | III/P   | 53       | ehemalige Klosterkirche, jetzt Konzertsaal |
| Uničov (Mährisch Neustadt)                   | Kirche Mariä Himmelfahrt Mährisch Neustadt (Kostel Nanebevzetí Panny Marie Uničov) (Lage)                                   |      | Rieger-Kloss, Krnov Opus 3250                       | 1958      | III/P   | 35       | [ 48 ] [ 49 ] |
| Úsov (Mährisch Aussee)                       | Pfarrkirche St. Ägidius Mährisch Aussee (Kostel sv. Jiljí) (Lage)                                                           |      | Gebrüder Brauner                                    | 1885      | II/P    | 13       | [ 50 ] [ 51 ] |
| Velké Losiny (Groß Ullersdorf)               | Kirche St. Johannes des Täufers Groß Ullersdorf (Kostel sv. Jana Křtitele Velké Losiny) (Lage)                              |      | Gebrüder Schwarz                                    | 1768      | II/P    | 18       | [ 52 ] |
| Zábřeh (Hohenstadt an der March)             | Evangelische Christuskirche Hohenstadt (Lage)                                                                               |      | Josef Kloss (1865–1963), Jägerndorf                 | 1943      | II/P    | 15       | [ 53 ] |
| Žárova (Neudorf Wies), OT von Velké Losiny   | Martinskirche Neudorf (Kostel sv. Martina) (Lage)                                                                           |      | unbekannt                                           | 1757      | I/P     | 5        | [ 54 ] |